# 사고야 도메오
사고야 도메오(일본어: 佐郷屋 留雄: 1908년 12월 1일-1972년 4월 14일)는 일본의 우익 활동가다. 별명은 사고야 요시아키(일본어: 佐郷屋 嘉昭). 현양사계 우익단체 애국사의 당원이었고 하마구치 오사치 총리 암살미수범이다.
본적은 나가사키현 히가시소노기군 소노기촌이지만 실제로는 청나라 길림성 화룡현(현 연변 조선족 자치주)에서 태어나 조선의 충청남도 대전에서 성장해 거기서 소학교를 졸업했다. 15세에 집을 나와 후쿠오카현 오무타시에 사는 생모를 찾아갔고 이후 19세까지 요코하마와 고베 등 각지의 증기선 회사를 전전했다. 그 뒤 1년간 만주를 방랑하다 1927년 대련에서 싱가포르로 밀항, 이후 고베로 귀국했다가 도쿄로 상경해 흑룡회의 와타나베 요시히의 신세를 졌다. 1929년 와타나베가 구타당하는 사건이 일어나자 그 보복으로 범인을 두들겨 팼다가 상해죄로 체포되어 집유 4년형을 선고받았다. 1930년 7월 애국사에 입당, 동년 11월 총리 암살미수사건을 일으킨다.
1930년 11월 14일 오전 8시 58분, 도쿄역 역내에서 츠바메 특급열차를 탑승하려고 이동하던 하마구치 오사치 총리를 근거리에서 총격, 중상을 입혔다. 그 직후 주변 수행원들에게 붙잡혀 현행범 체포되었다. 하마구치는 목숨은 건졌지만 상처가 악화되어 이듬해 사망했다. 하지만 하마구치가 특이한 세균의 보유자였기 때문에 사인은 세균감염으로 인한 궤양으로 판단되어 사고야는 살인미수로 기소되었다. 하지만 1933년 살인죄가 적용되어 사형을 선고받았고, 1934년 사면되어 무기징역으로 감형되어 1940년 가출소하였다.
출소 후 애국사 사장 이와타 아이노스케의 사위가 되어 우익활동을 계속했고, 전후 미군정의 추방령 대상이 되었다. 1954년 혈맹단 사건 중심인물 이노우에 닛쇼와 함께 보국단이라는 우익단체를 결성해 향후 단장이 된다. 1959년에는 코다마 요시오와 전일본애국자단체회의(약칭 전애회의)를 결성해 초대 의장이 된다.
제자로 후지모토 마사요시가 있다. 1972년 4월 향년 63세로 사망.

## 사고야 토메오가 등장한 작품
- 《야인시대》(2002) (배우: 이원발)